# Stephen Shore
Stephen Shore (New York, 1947) è un fotografo statunitense.
Fotografo di fama internazionale, Stephen Shore è noto in particolare per la sua collaborazione nel progetto di neotopografia "New Topographics: Photographs of a Man-Altered Landscape" (Neotopografia: fotografie di un paesaggio alterato dall'uomo del 1975 assieme ad artisti come Robert Adams, Lewis Baltz, Joe Deal e Bernd e Hilla Becher.

## Vita e Arte
Stephen Shore si avvicina al mondo della fotografia in giovane età. Sarà infatti lo zio a regalargli un kit da camera oscura all'età di soli 6 anni. A dieci anni riceve in regalo un libro del fotografo americano Walker Evans American Photographs il quale lo influenza notevolmente.
Negli anni Sessanta frequenta la Factory di Andy Warhol, fotografando le persone che passavano del tempo lì fino al 1967.
Nel 1973 compie il primo viaggio attraverso gli States della durata di due anni. Al ritorno pubblica il libro "American Surfaces", una delle raccolte fotografiche più famose di Shore. Usando una camera 35mm e delle pellicole a colori, Shore fotografa tutto quello che incontra in viaggio: i pasti consumati, le strade, le persone, i motel, le automobili, i paesaggi urbani.
Dalla seconda serie di viaggi nasce "Uncommon Places". Le foto, realizzate in  grande formato, presentano una ricca densità di colori e informazioni. Con questa opera Shore vuolte sottolineare l'impatto del consumismo sul paesaggio americano.